# Jervis Bay Village
Jervis Bay Village è un villaggio e sede del capoluogo amministrativo del Territorio della Baia di Jervis, in Australia. La base della HMAS Creswell Royal Australian Navy si trova in città. Oltre alla base della marina, nella cittadina c'è una comunità aborigena. È la città più grande del Territorio della Baia di Jervis con 189 abitanti (seguita da Wreck Bay Village con 152 abitanti).

## Storia
Il 7 novembre 1911 il parlamento australiano scelse il sito di Captain's Point, Jervis Bay, per il Royal Australian Naval College.
La costruzione degli edifici principali del college fu completata nel 1915 e le prime due voci di cadetti guardiamarina si trasferirono dal college temporaneo di Geelong il 10 febbraio 1915.